# 하리하랄라야
하리하랄라야(Hariharalaya)는 캄보디아 씨엠립 롤루오스 지역에 위치한 크메르 왕국의 수도였다. 오늘날까지 남은 도시의 유적은 프레아 코, 바꽁, 롤레이와 같은 몇 개의 왕실 사원 유적 밖에 존재하지 않는다.

## 어원

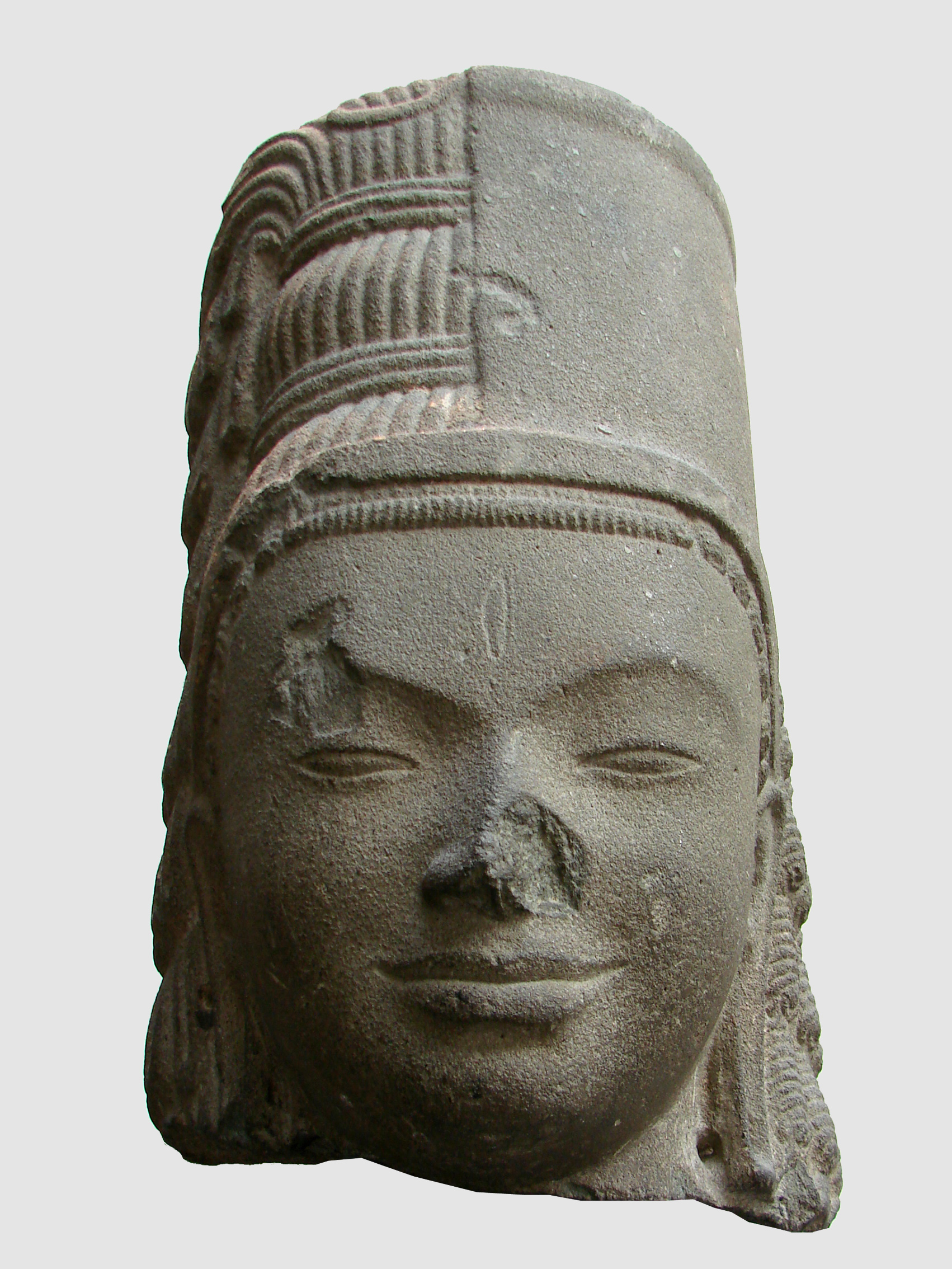
하리하랄라야의 7세기 조각품, 프놈 다 캄보디아

"하리하랄라야"라는 이름은 고대 앙코르의 힌두교 신 중의 하나인 '하리하라'(Harihara)에서 유래되었다. '하리하라'라는 이름은 각각 '비슈누'를 뜻하는 '하리'(Hari)와 시바를 뜻하는 '하라'의 복합어이다. 캄보디아에서 하리하라의 존재는 남성체 신의 그것이며, 한쪽은 '비슈누'의 속성을 가지고, 다른 한쪽은 '시바'의 속성을 가진다. 예를 들면, 비슈누의 속성을 가진 신의 머리는 주교관 모자로 되어 있고, 시바의 속성을 가진 머리는 쪽진 머리카락으로 표현된다.

## 역사
8세기 말경 캄보디아의 왕 자야바르만 2세는 똔레삽 호수 주변의 광대한 땅을 정복했다. 이 시기에는 하리하랄라야에 수도를 자리잡았지만, 802년 그가 '만국의 군주'를 선언하였을 때, 하리하랄라야가 아니라 쿨렌 고원으로 수도를 옮겼다. 하지만 이후에 다시 하리하랄라야로 돌아왔으며, 그곳에서 835년 죽었다.
자아바르만 2세의 뒤를 이어 자야바르만 3세가 등극하였고, 그 다음 인드라바르만 1세가 다시 그 뒤를 이었다.

## 같이 보기
- 앙코르 유적
- 프레아 코
- 바꽁
- 롤레이